# Epsilon Columbae
Epsilon Columbae (ε Columbae, förkortat Epsilon Col,  ε Col) som är stjärnans Bayerbeteckning, är en dubbelstjärna belägen i västra delen av stjärnbilden Duvan. Den har en skenbar magnitud på 3,87 och är synlig för blotta ögat. Baserat på årlig parallaxförsljutning på 12,39 mas, beräknas den befinna sig på ett avstånd av ca 263 ljusår (81 parsek) från solen.

## Egenskaper
Epsilon Columbae är en orange till röd jättestjärna av typ K av spektralklass K1 II/III. Stjärnan har en radie som är 21 gånger solens radie. Den avger omkring 223 gånger mer energi än solen från dess yttre atmosfär vid en effektiv temperatur på 4 573 K.
Stjärnan har en egenrörelse på 30,0 ± 3,9 km/s, vilket gör den till en kandidat som runaway-stjärna. Baserat på observerade förändringar i stjärnans rörelse anses den ha en följeslagare av okänd typ.